# Luana Persíncula
Luana Berenise Persíncula Andino (Colonia del Sacramento, 18 de octubre de 2001), conocida simplemente como Luana, es una cantante uruguaya. Inició su carrera artística reinterpretando canciones en estilo plena y presentándose en festivales de folclore. Debido a su juventud, fue apodada "la princesita de la plena ".

## Biografía
Nació el 18 de octubre de 2001 en la ciudad de Colonia del Sacramento, en una familia de ascendencia vasca y portuguesa. Hija de Soraya Andino y Óscar Persíncula, tiene una hermana mayor. Criada en un hogar cristiano evangélico, comenzó a cantar a los cuatro años de edad en el coro de una iglesia.
Comenzó su carrera profesional en el año 2018 con la publicación de reversiones de las canciones «A ella», de Karol G, y «Oncemil», de Abel Pintos, bajo la firma de Jasa Music. Su primer sencillo inédito fue «Amarte no se olvida». Luego del lanzamiento de su cuarto sencillo, «Lo siento», debido a su minoría de edad en dicho momento, el INAU le revocó el permiso de trabajo por el incumplimiento de las condiciones laborales. Tras su cumpleaños 18, a finales de 2019, relanzó su carrera musical con un estilo más «urbano y pop», con las canciones «Mi primer amor», «Ocean», «Regreses tú» y «Soltarte» (en colaboración con Lucas Sugo y Marcos da Costa).
Más adelante participó en festivales de folclore en el interior del país.
Luego de las restricciones más duras por la cuarentena por la Pandemia de COVID-19, volvió a la música con el lanzamiento de «La pregunta», «A chillar a otra parte», «Inocente» y «No te enamores de mí». Fue ganadora de un Premio Graffiti en la categoría de Tema del año por «Mi primer amor». Hizo una gira por el Uruguay titulada Íntimo junto a Marcos da Costa.
En 2021 formó parte de un anuncio publicitario de Vinos del Uruguay junto a Sebastián Teysera (líder de La Vela Puerca), Hugo Fattoruso (pianista, compositor y vocalista), Francis Andreu (cantante de tango), Julieta Rada (cantante y compositora), Zeballos (rapero) y Carlos Malo (músico de folclore). Fue lanzado su sencillo en solitario titulado «No me remplaces», además de las colaboraciones «Andate» con Mariano Bermúdez, «Sola y suelta» con Valeria Gau, y la remezcla de «Amigue» junto a Tav Lust, Clipper, Lu Canepa y Camila Rajchman.
Al año siguiente se confirmó su participación en la tercera temporada de la versión con celebridades de MasterChef Uruguay. Se presentó en Pan de Azúcar en el Festival Dulce Corazón del Canto junto a Chacho Ramos y Rodrigo Tapari. En mayo del mismo año tuvo su primera gira internacional en Argentina.En enero de 2024 se anunció que Persíncula sería coach de La Voz Uruguay, tras la salida de Lucas Sugo.

## Vida Personal
En 2019, junto a su expareja, el también cantante de plena Marcos da Costa, anunció su primer embarazo. Finalmente, su hijo Tao nació el 6 de febrero de 2020. Tiempo después, y tras rumores de distanciamiento, la pareja confirmó su separación en octubre de 2021 .

## Filmografía
| Año           | Programa              | Rol                          | Canal    |
| ------------- | --------------------- | ---------------------------- | -------- |
| 2022          | MasterChef Celebrity  | Participante; 23.ª Eliminada | Canal 10 |
| 2023          | ¿Quién es la máscara? | Participante; Ganadora       | Teledoce |
| 2024-presente | La Voz Uruguay        | Coach/Jurado                 | Canal 10 |
| 2025-presente | La Voz Kids Uruguay   | Coach/Jurado                 | Canal 10 |

## Discografía

### Sencillos
- 2018, A ella
- 2018, Oncemil
- 2018, Amarte no se olvida
- 2018, Lo siento
- 2019, Mi primer amor
- 2019, Ocean
- 2019, Regreses tú
- 2019, Soltarte (feat Marcos Da Costa & Lucas Sugo)
- 2020, La pregunta
- 2020, A chillar a otra parte
- 2020, Inocente
- 2020, No te enamores de mí
- 2021, Mi primer amor - Montevideo Music Sessions
- 2021, No me remplaces
- 2021, Amigue - Remix (feat Tav Lust, Clipper, Cami Rajcham, Lucia Canepa & Chemi KO)
- 2021, Ándate (feat Mariano Bermúdez)
- 2021, Sola y suelta (feat Valeria Gau & Luciana)
- 2022, Cuidado corazón (feat Lucas Sugo)
- 2022, Ahora que te vas (feat Cumbia Club)
- 2022, Qué pasó?
- 2023, 3 de febrero remix (feat Uri & Los Tipitos)
- 2023, Que digan lo que quieran
- 2023, Quiéreme (feat El Reja)
- 2023, La isla bonita (feat Los Fatales)
- 2023, Santa Noche
- 2023, En un lugar un niño (feat Spuntone & Mendaro)
- 2023, Solo tu y yo (feat JotaPe)
- 2023, Alienígena (feat Agustina Giovio)
- 2024, Mil preguntas (feat The La Planta)
- 2024, Que me llore
- 2024, Mentiritas (feat Pushi)
- 2024, Pushi Terraza Session #4
- 2024, Si tú sabes (feat La Deskarga)
- 2024, Juana de Cádiz (feat Alejandro Balbis)
- 2024, Ya te olvide
- 2025, Te pido perdón (feat La K'onga)
- 2025, La Niebla en vivo (feat Agárrate Catalina & Banda sinfónica de Montevideo)
- 2025, Locura sin techo remix (feat El Reja, La Deskarga & Agus Padilla)
- 2025, Adiós (feat Agus Padilla)
- 2025, Amarte no se olvida (feat francisco fattoruso)

## Premios y nominaciones
| Año  | Premiación       | Categoría    | Trabajo          | Resultado |
| ---- | ---------------- | ------------ | ---------------- | --------- |
| 2021 | Premios Graffiti | Tema del año | «Mi primer amor» | Ganadora  |